# Epifani Bellí i Castiel
Epifani Bellí i Castiel (Vilanova d'Alpicat, Segrià, 11 d'abril de 1883 - Lleida, 15 de desembre de 1954) fou un metge i polític català.
Treballà com a metge i professor de gimnàstica a Lleida, i del 1912 al 1923 fou militant de la línia maurista del Partit Liberal Conservador. Fou conseller a la Paeria de Lleida el 1918-1922 i després marxà a la Dreta Liberal Republicana per acabar finalment a ERC, partit amb el qual fou elegit diputat per la circumscripció de Lleida a les eleccions generals espanyoles de 1931 i 1933. També fou president de la diputació de Lleida i primer comissari de la Generalitat de Catalunya a Lleida (1931-1932). En acabar la guerra civil espanyola fou detingut i condemnat a mort el 1939, però en fou absolt el 1941 per pressió del Col·legi de Metges de Lleida i condemnat a pagar una multa de 20.000 pessetes el 1943, que li fou sobreseguda el 1945.